# Verbascum glanduliferum
Verbascum glanduliferum är en flenörtsväxtart som först beskrevs av George Edward Post, och fick sitt nu gällande namn av Hub.-mor.. Verbascum glanduliferum ingår i släktet kungsljus, och familjen flenörtsväxter. Inga underarter finns listade i Catalogue of Life.